# Cuenca endorreica de la Sierra Nevada de Lagunas Bravas
La cuenca endorreica de la Sierra Nevada de Lagunas Bravas es una cuenca endorreica ubicada sobre el límite internacional entre la Región de Atacama y la Provincia de Catamarca que se extiende al sur de la Sierra Nevada de Lagunas Bravas. El área de la cuenca es de 142 km² y su altura media es de 5101 m s. n. m.: 46 
Esta cuenca no tiene salar ni laguna y en forma frequente está cubierta con nieve debido a su altitud.